# Гане Тодоровський
Гане Тодоровський (мак. Гане Тодоровски; 11 травня 1929, Скоп'є — 22 травня 2010, там само) — македонський поет, перекладач, есеїст, літературний критик та історик, публіцист.